# Henri-Arnaud-Kirche

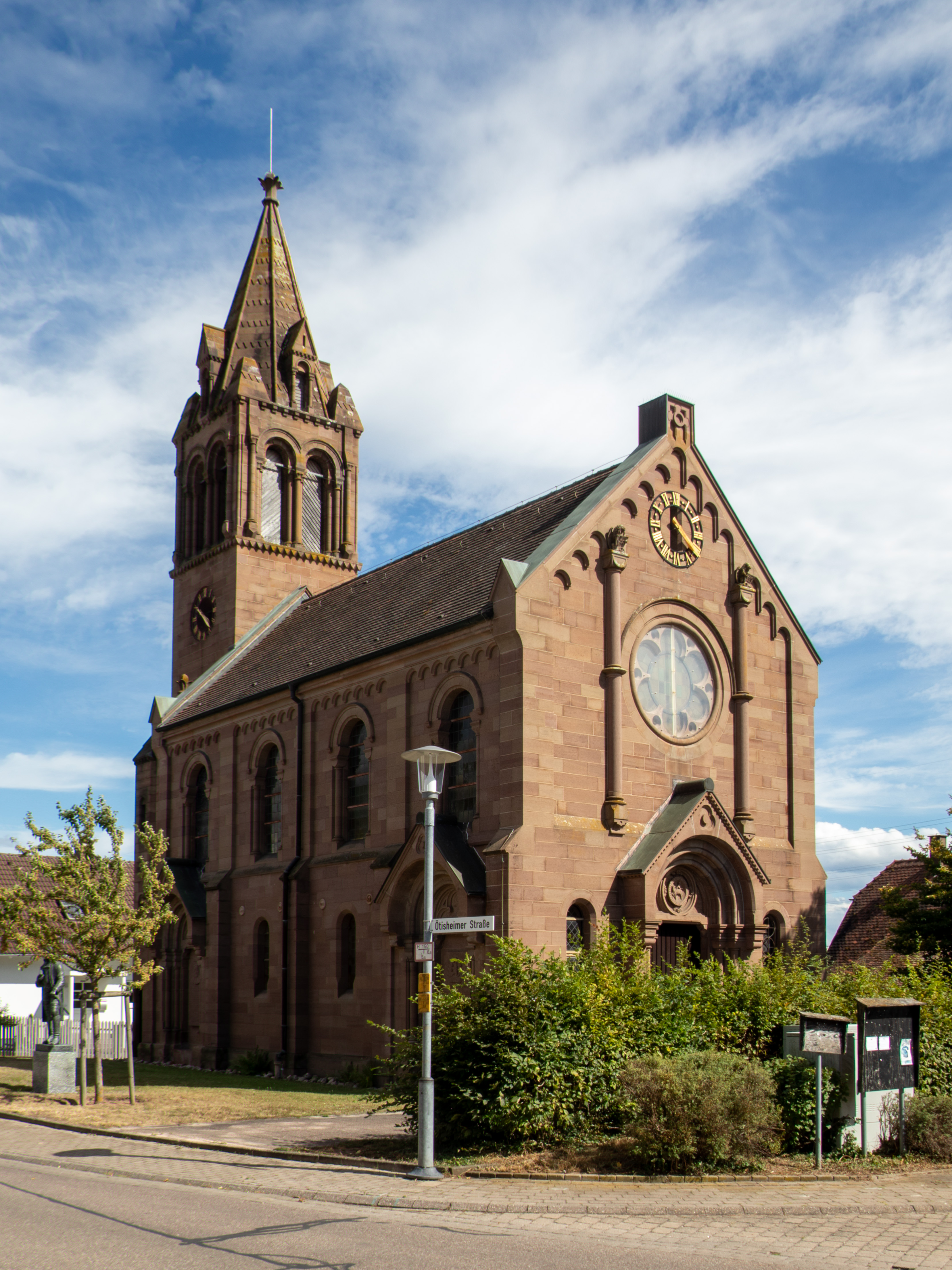
Henri-Arnaud-Kirche

Die Henri-Arnaud-Kirche in Schönenberg bei Ötisheim war eine evangelische Waldenserkirche und ist heute eine evangelisch-lutherische Kirche. Sie wurde im neoromanischen Stil errichtet und vom Kirchenbaumeister Christian Friedrich von Leins entworfen. In der Kirche befindet sich die Grabplatte von Henri Arnaud. Bis heute ist die Henri-Arnaud-Kirche die einzige evangelische Kirche in Württemberg mit einem französischen Namen.

## Lage
Die Kirche steht am östlichen Ortsrand des Teilortes Schönenberg, direkt an der Henri-Arnaud-Straße und dem Erlenbacher Weg.

## Geschichte
Bevor die erste Kirche erbaut wurde, waren die Schönenberger angewiesen, die Gottesdienste in der Peterskirche in Dürrmenz zu besuchen. Die Schönenberger strebten aber eine kirchliche Unabhängigkeit an und setzten sich letztlich gegen den Willen des Herzogs Eberhard Ludwig durch und bauten eine eigene Kirche. Arnaud sammelte dafür Geld im Ausland und 1719 wurde die Kirche eingeweiht. Auch plante er den Sitz des Pfarrers nach Schönenberg zu verlegen, da immer mehr Waldenser aus Dürrmenz nach Schönenberg zogen und die Waldensergemeinschaft in Dürrmenz zusehends schrumpfte. Ein anderer Grund war, dass es keine politische Autonomie in Dürmenz gab, da die dort lebenden Waldenser auf nicht eigenem Boden lebten.
In Schönenberg hingegen war das Land im Besitz der Waldenser und für Arnaud war es wichtig, dass die Identität der Waldenser gewahrt bliebe. Doch am Ende hatten seine Bemühungen keinen Erfolg und die Kirche blieb eine Filiale von Dürrmenz. Die damals aus Fachwerk gebaute Kirche diente bis 1849 auch als Ratsstube (Rathaus), die im Dachgeschoss war, und unter der Treppe gab es ein kleines Gefängnis, genannt „Zuchthäusle“. 1849 wurde die Ratsstube eine Wohnung für Arme, da man die Ratsstube in das neu gebaute Schulhaus verlegte.
In einem Visitationsbericht aus dem Jahr 1858 stand „Die Kirche in Schönenberg von den Waldensern herrührend, ist scheuneartig, leicht von Holz gebaut, sehr baufällig und ohne Orgel. Altar und Taufstein ist ein … Tisch.“ Schon 1807 stellte Christian Heinrich von Mylius fest, nachdem er 1803 Schönenberg besucht hatte, dass die Kirche in einem sehr schlechten Zustand war.
1858 gründete man ein Kirchenbaukomitee für eine Restaurierung der Kirche, als auch für die „zertretene“ Grabplatte von Arnaud. Es kam aber nicht zu einer Restaurierung, auch dann nicht, als das lutherische Konsistorium 1863 eine Kollekte ausschrieb. 1878 holte man sich die Baupläne vom Architekten Christian Friedrich von Leins ein, doch 1881 bestand die Kirchenbehörde auf einer Wiederherstellung, anstatt einer neuen Kirche. Die Kirche sollte nach einem Entwurf vom Ludwigsburger Baurat des Herzoges renoviert werden, da der Baurat der Meinung war, dass „von einer Gefahr des Einsturzes der Kirche, keine Rede sein kann“.
1882 kam nach langen Verhandlungen nun doch der Beschluss, eine neue Kirche zu bauen, so dass man ein Jahr später neue Pläne und Kostenvoranschlag (36.000 Mark) an Christian Friedrich von Leins beantragte. Am 31. Mai begann man mit dem Bau und am 9. Dezember war die Einweihung.
1894 wurde eine Heizung eingebaut und zwischen 1896 und 1899 gab es zahlreiche Reparaturen an Mauern, Türen und Dachwerk. 1941 wurden die Innenräume umfangreich renoviert. Zwischen 1973 und 1977 gab es sowohl eine Außen-, als auch Innenrenovierung unter dem Architekten H. Wiem aus Stuttgart. Dabei wurden zwei Türen an der Nordwand zugemauert. Am 21. August wurde die Kirche wieder eingeweiht. 1986 brachte man eine Gedenktafel zu Ehren Henri Arnauds an.

## Stil
Die angebrachten Konsolen und Säulchen mit Schaftringen an der aus rotem Sandstein gebauten neoromanischen Kirche, verweisen auf das Kloster Maulbronn, welches der Architekt von Lein zuvor gesehen hatte. Der Kirchturm verweist auf die Comburger Stiftskirchentürme. 1911 erschuf Rudolf Yelin das bebilderte Glasfenster an der Nordseite. Das „Michaelsfenster“ im Chorraum setzte Wolf-Dieter Kohler 1949 ein.

## Inneneinrichtung
Bestimmte Prinzipalien sind im Stil des Historismus und haben sich in der neoromanischen Kirche bis heute erhalten oder wurden nicht geändert.

### Ausstattung
Die Altarplatte wird unter anderem durch zwei Säulen gestützt, welche mit Blattkapitellen geschmückt sind. Auf der Vorderseite des Altars, an dem Stipes, ist ein Christusmonogramm zu sehen und auf der Rückseite ein liegender Vierpass. Der Taufstein ist achteckig und aus Sandstein. Die sechseckige Kanzel steht auf einer hölzernen Säule, gestützt durch eine Steinsäule, und ist geschmückt mit einem Kapitell. Das Geländer der Kanzel weist Blendbögen, Kleeblattmotive und Säulen auf. Auch das Kirchengestühl verweist auf den Historismus.
Der silberne Abendmahlkelch stammt aus dem Jahr 1704. Auf ihm ist unter anderem vermerkt, dass dieser und zwei andere einer Kirche gestiftet seien und durch einen CharBonneaux übergeben wurde. Die restlichen Altar- und Taufgegenstände sind aus Zinn und stammen aus den Jahren 1870 und 1891. Das Altarkreuz wurde 1941 geschnitzt und zeigt einen Leuchter und das Waldenser Wappen.

### Grabplatte
In der Kirche befindet sich die Grabplatte von Henri Arnaud, worauf unter anderem steht: „Siehe da Arnauds Asche, doch seine Taten und Leiden / Und ungebeugten Mut niemand zu schildern vermag …“

## Orgel
Die Orgel wurde 1883 von Karl Schäfer aus Heilbronn erbaut. Sie hat acht Register, wurde des Öfteren verändert und zuletzt von der Orgelbauwerkstatt Plum (Marbach am Neckar), 1977–1976, in den heutigen Zustand versetzt.

## Glocken
Die Glocken wurden von Kurzt aus Stuttgart 1883 und 1902 gegossen und waren auf die Klänge h1 d1 fis abgestimmt. Im Ersten Weltkrieg konnte nur die größere, die „Arnaud-Glocke“, gerettet werden. 1926 und 1934 wurden die fehlenden Glocken von der selbigen Firma ersetzt. Nach dem Zweiten Weltkrieg gab es nur noch die mittelgroße Glocke, so dass die Glockengießerei Bachert aus Heilbronn zwei neue Bronzeglocken goss.
Namen und Größen der Glocken:
- „Arnaud-“ oder „Betglocke“ (h1 + 5, Durchmesser: 810 mm, 325 kg)
- „Kreuzglocke“ (d2 + 4, Durchmesser: 680 mm, 190 kg)
- „Taufglocke“ (e2 + 4, Durchmesser: 610 mm, 130 kg)[7]